# Senarco (comico)
Senarco o Xenarco (in greco antico: Ξέναρχος?, Xénarchos; ... – fine IV secolo a.C.) è stato un commediografo greco antico.

## Biografia
Senarco, autore della commedia di mezzo. Fu contemporaneo di Timocle. Visse fino all'epoca di Alessandro Magno.

## Opere
I seguenti titoli sono gli unici che ci rimangono delle sue commedie, oltre a 14 frammenti, tutti citati da Ateneo nei Deipnosofistiː
- Βουταλίων
- Δίδυμοι
- Πένταθλος
- Πορφύρα
- Πρίαπος
- Σκύθαι
- Στρατιώτης
- Ὕπνος

Nella Bibliotheca graeca di Fabricius viene confuso col mimografo omonimo Senarco, che visse circa settanta anni prima del comico e scrisse anche in un dialetto differente.